# مؤامرة (فلم)
مؤامرة فيلم مصري، إنتاج عام 1953. من بطولة يحيى شاهين ومديحة يسري وسراج منير

## القصة
يحكى عن فتاة غنية (أمينة) تعاني من ضائقة ماليه تضطرها للبحث عن عمل ويتصادف أن يراها مراد(يحيى شاهين) الذي يعينها في شركته ولكنه يكتشف بعد أن يعجب بها أنها مصابة بورم في المخ سيؤدي لفقد البصر ولكنه يصمم على الزواج منها رغم معارضة والده لأنها من غير مستواهم وتصاب بالعمى في ليلة زفافها ورغم هذا يصمم على الزواج منها وتبدأ المشاكل من ساميه ابنة عم مراد التي كانت تحبه فتكيد المكائد للتخلص من أمينة وفي النهاية تتضح الحقيقة.

## القصة الكاملة
تلتحق أمينة بعد وفاة أبيها للعمل كسكرتيرة لمدير الشركة مراد الذي يعجب بها وتبادله المشاعر، تطمع سلوى ابنة عم مراد في زواجها منه، تنجح سلوى في الإيقاع بين عمها وأمينة فيضطر إلي فصل أمينة من العمل، إلا أن مراد يتمسك بها ويقرر الزواج منها، تعلم في ليلة زفافها بعدم موافقة والد مراد على الزيجة فتنتابها حالة نفسية سيئة تفقد على إثرها بصرها، تدبر سلوى وأمها المؤامرات لتعكير صفو حياة أمينة الزوجية، يوهمان الزوج أن أمينة علي علاقة برمزي وهو أحد أصدقائهما ويتفقان معه لتمثيل دور العاشق أمام الزوج، تجري أمينة علمية تسترد بعدها بصرها، ثم يكتشف مراد الحقيقة، ليتم القبض علي سلوى وأمها بتهمة قتل رمزي بعد أن يهددهما بإفشاء الحقيقة

## بطولة
| - يحيى شاهين: مراد - مديحة يسري: أمينة - زكي إبراهيم - أمينة نور الدين | - سامية رشدي - رشدي أباظة: رمزي - سراج منير - محمد السبع | - سعاد أحمد: صاحبة المنزل - عدلي كاسب - زينب صدقي - عبد الغني قمر | - وجيه الأطرش: سمير - عبدالرحيم الزرقاني - علي عبد العال: صاحب الواسطه - عباس رحمي: المدير الادارى |

## إداريون
| - علي الزرقاني:قصة وسيناريو وحوار - كمال الشيخ:مخرج - جمال الدماطي:مساعد مخرج - أحمد خورشيد- مدير التصوير | - فؤاد عبد الملك:مصور - أميرة فايد:مونتاج - نصري عبد النور:صوت | - محمود سماحة:ماكياج - سعيد بكر:فوتوغرافيا - ماهر عبد النور:ديكور |

## روابط خارجية
- مؤامرة على موقع قاعدة بيانات الأفلام العربية